# Code général des collectivités territoriales
 (septembre 2016).
Si vous disposez d'ouvrages ou d'articles de référence ou si vous connaissez des sites web de qualité traitant du thème abordé ici, merci de compléter l'article en donnant les références utiles à sa vérifiabilité et en les liant à la section « Notes et références ».
Le Code général des collectivités territoriales (CGCT) regroupe, en France, des dispositions législatives et réglementaires relatives au droit des collectivités territoriales.
Sa partie législative a été promulguée en 1996 et la partie réglementaire en 2000 seulement. À sa promulgation, et suivant la pratique habituelle de codification en France, le code général des collectivités territoriales est adopté à droit constant, c'est-à-dire sans nouvelle règle de droit par rapport aux textes en vigueur.
Il synthétise et ordonne plus de deux siècles de lois et de règlements concernant l'administration territoriale, dont les premiers remontent aux textes créant les quelque 37 000 communes (transformations des anciennes 90 000 paroisses) en 1789 et les 83 départements en 1790 (suppressions des 36 provinces et États).
Cet ouvrage de codification contribue à la simplification de l'accès au droit en France, par réduction notamment du nombre de lois et décrets auparavant dispersés, désormais réunis dans un document unique de référence, et réordonnés selon un plan facilitant la compréhension des règles.

## Contenu du code
- Première partie : dispositions générales (6 livres)
- Deuxième partie : la commune (5 livres)
- Troisième partie : le département (6 livres, dont deux consacrés aux collectivités à statut particulier de Mayotte et de la Métropole de Lyon)
- Quatrième partie : la région (4 livres)
- Cinquième partie : la coopération locale (9 livres : syndicat de communes, communauté de communes, communauté urbaine, communauté d'agglomération, métropole, métropole d'Aix-Marseille-Provence, métropole du Grand Paris).
- Sixième partie : les collectivités d'outre-mer régies par l'article 74 de la Constitution (4 livres)
- Septième partie : autres collectivités régies par l'article 73 de la Constitution (3 livres)

Chaque livre est composé de titres et de chapitres.

## Parties prenantes
- État
- Région : Conseil régional et Préfecture de région
- Département : Conseil départemental (en France)
- Commune
- Sociétés commerciales en relation avec la région (sociétés locales ou directions régionales de grandes entreprises)
- Conseil économique, social et environnemental régional

## Autres codes en relation
En France, les principaux codes en relation avec le code général des collectivités territoriales sont :
- Code des communes de la Nouvelle-Calédonie
- Code de la commande publique,
- Code de commerce,
- Code de l'environnement,
- Code du travail,
- Code de l'urbanisme.
- Code de la santé publique